# Amegilla albigena
Amegilla albigena es una especie de abeja excavadora perteneciente al género Amegilla, categorizada en la tribu Anthophorini, de la subfamilia Apinae. Fue descrita científicamente por Amédée Louis Michel Lepeletier en 1841.
Mide aproximadamente 9-11 mm de longitud. En aspecto es muy similar a las especies A. salviae, A. pubescens o A. bimaculata. El macho cuenta con abundante pelaje de color blanco.

## Distribución
Se distribuye por África, Europa y norte de Asia (excepto China), Asia meridional y Australia, en el Territorio de las Islas del Mar del Coral.